# Stara Synagoga w Sejnach
Uzasadnienie:  Mnożenie zbędnych bytów. Z artykułu wynika, że jest to po prostu wcześniejsza forma tego co mamy opisane w innym artykule.
Stara Synagoga w Sejnach – synagoga zbudowana w 1778 roku przy ulicy Grodzieńskiej w Sejnach. Według legendy synagogę częściowo ufundowali okoliczni dominikanie. Na jej miejscu w latach 60. XIX wieku wzniesiono nową murowaną synagogę.
Drewniany, kryty gontem budynek synagogi wzniesiono na planie prostokąta. We wschodniej części mieściła się sala główna, a w zachodniej mały przedsionek.